# Падина (Силістринська область)
Па́дина (болг. Падина) — село в Силістринській області Болгарії. Входить до складу общини Главиниця.

## Населення
За даними перепису населення 2011 року у селі проживали 332 особи.
Національний склад населення села:
| Національність   | Кількість осіб | Відсоток |
| ---------------- | -------------- | -------- |
| турки            | 327            | 98,5%    |
| болгари          | 4              | 1,2%     |
| Всього відповіли | 332            |          |

Розподіл населення за віком у 2011 році:
Динаміка населення: